# Ентоні Деніелс
Ентоні Деніелс (англ. Anthony Daniels; нар. 21 лютого 1946, Солсбері, Англія) — британський актор телебачення і кіно, відомий за роллю робота С-3РО із серії фільмів Зоряні війни.

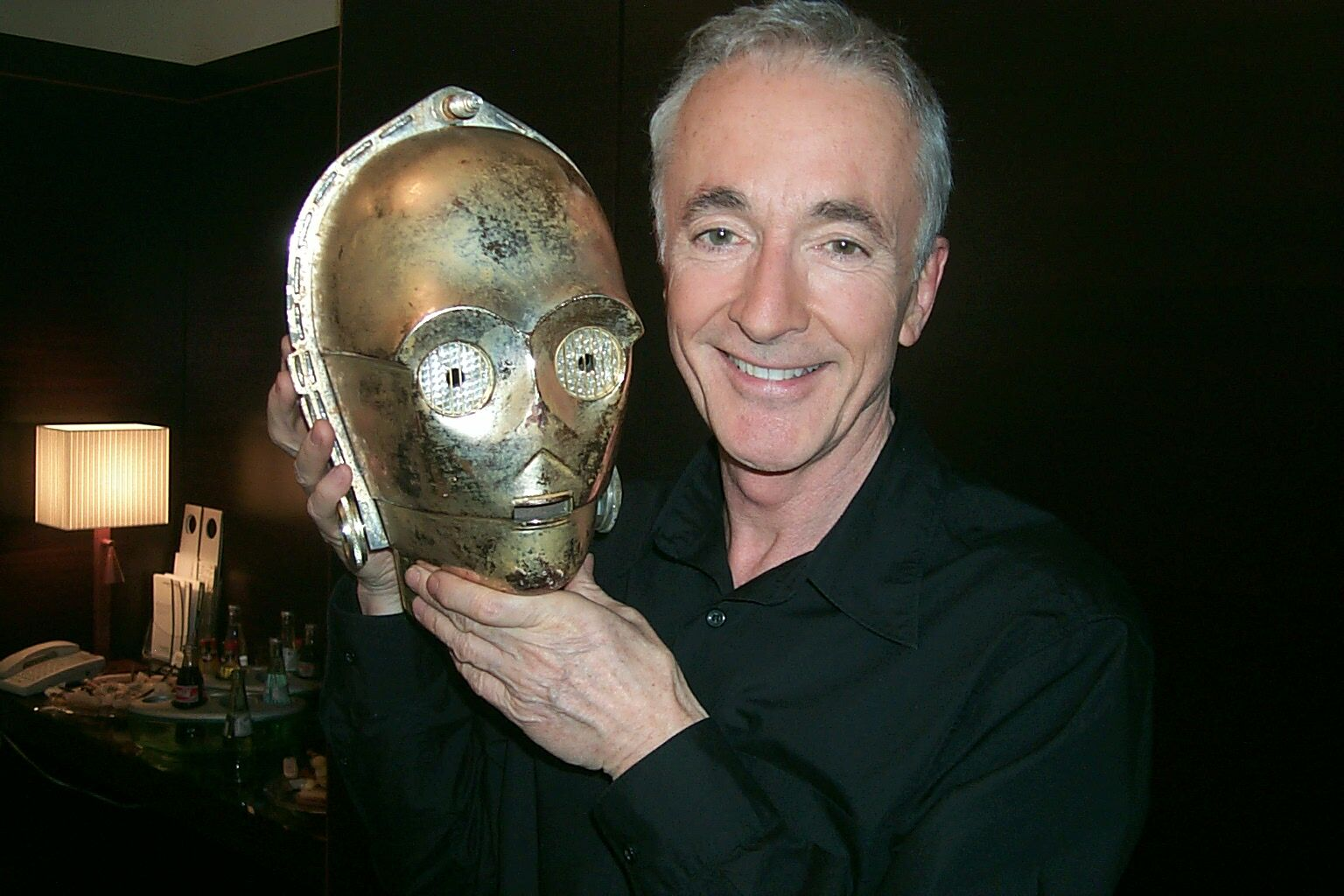
Ентоні Денієлс

Деніелс і Кенні Бейкер (R2-D2) є єдиними акторами, які з'явились в усіх шести фільмах, граючи ті ж персонажі.

## Із життєпису
Батько Ентоні керував компанією з пластмасового виробництва, підприємства котрої знаходились в графстві Герефордшир, куди родина переїхала незабаром після народження актора. Батько бачив у синові юриста, однак поклик до мистецтва переміг, через що батько з сином довго не спілкувались.
Після закінчення школи драми в Лондоні молодий актор трохи працював на радіостанції BBC, згодом перейшов до театру «Ян Вік». До телебачення Деніелс ставився зневажливо, погоджуючись лише на драматичні ролі.
Починаючи з 1977 року знімався у всіх частинах «Зоряних війн» в якости робота С-3РО, після чого були інші, але нечисельні, в порівнянні з театральними, ролі в кінокартинах. Згодом брав участь у створенні виставок на кібертематику, написав кілька науково-фантастичних статей та коміксів про свого героя.
Проживав весь час в Лондоні, у великому будинку, купленому на гонорари від «Зоряних воєн».